# Stazione di Barberino Val d'Elsa
La stazione di Barberino Val d’Elsa è una fermata ferroviaria posta sulla linea Empoli-Siena. Serve il centro abitato di Barberino Val d’Elsa.

## Storia
Già stazione, venne trasformata in fermata impresenziata il 20 giugno 2006, contemporaneamente al raddoppio della tratta da Certaldo a Poggibonsi.